# Тутолмин, Иван Фёдорович
Иван Фёдорович Тутолмин (25 октября 1837 — 7 августа 1908) — русский генерал, герой русско-турецкой войны 1877—1878 гг., командир 5-го армейского корпуса.

## Биография
Сын генерал-майора Фёдора Дмитриевича Тутолмина (1801—1870) и Елизаветы Афанасьевны, урождённой Тулубьевой (1803—1866). Образование получил в 1-м кадетском корпусе, из которого 6 июня 1857 года выпущен поручиком в Перновский гренадерский полк, а затем переведён корнетом в лейб-гвардии Уланский Её Величества полк. В 1862 году в чине штабс-ротмистра окончил курс наук в Николаевской академии Генерального штаба и затем служил на различных должностях в качестве офицера Генерального штаба, причем в этом качестве принимал участие в подавлении Польского восстания 1863—1864 годов и в 1863 году за отличие награждён орденом св. Анны 4-й степени, в 1864 году был произведён в ротмистры.
В 1869 году произведён в полковники. В 1872 году награждён орденом св. Анны 3-й степени с мечами и бантом. В том же году назначен воспитателем великого князя Петра Николаевича.

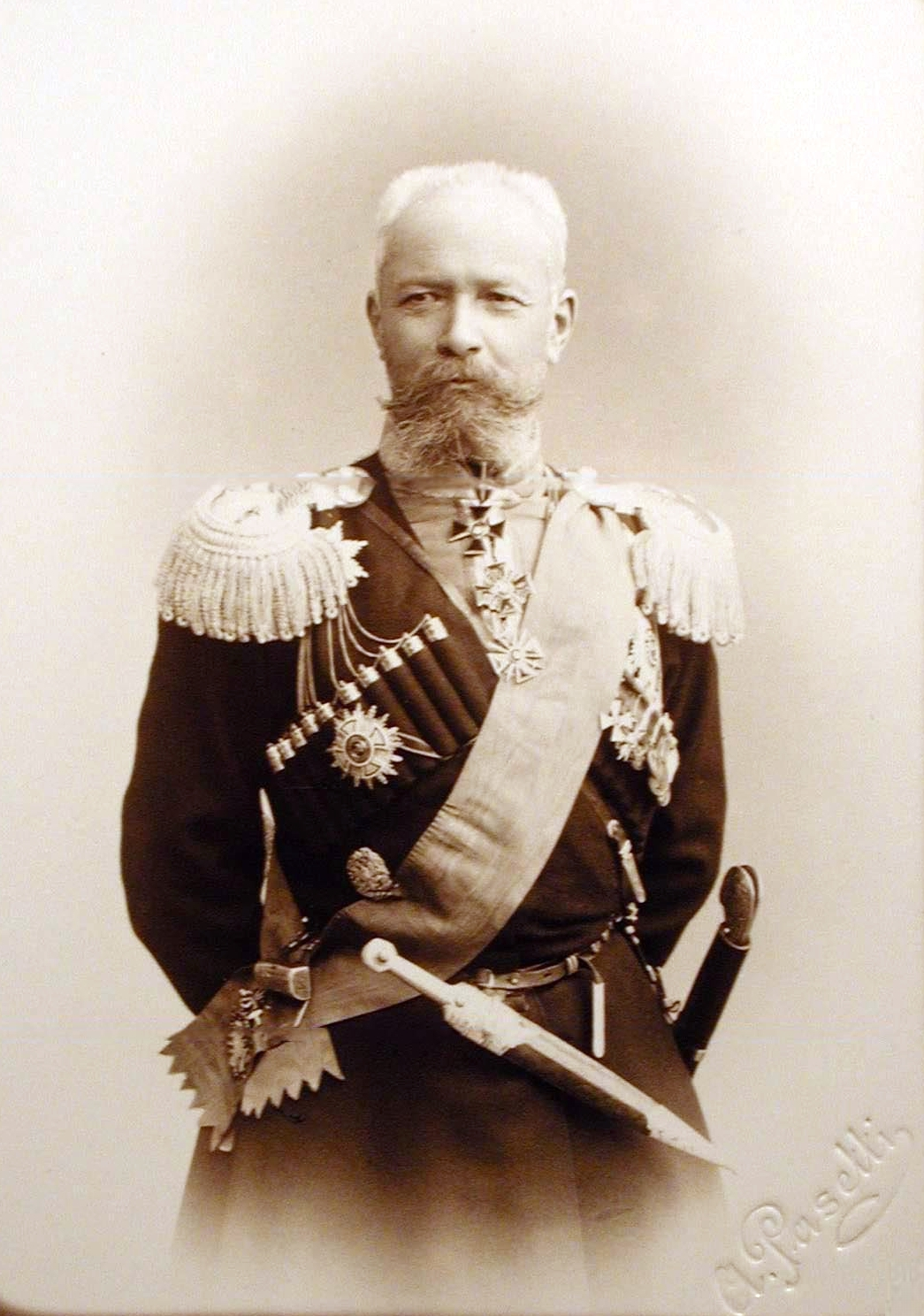
Иван Фёдорович Тутолмин

С началом русско-турецкой войны был назначен командиром 1-й бригады Кавказской казачьей дивизии (с зачислением в Терское казачье войско) и был в делах на Европейском театре военных действий. За отличие был 2 октября 1877 года произведён в генерал-майоры и 8 октября того же года был награждён орденом св. Георгия 4-й степени
Состоя для поручений при Его Императорском Высочестве Главнокомандующем Действующею Армиею, в 1877 году, при с. Градешти, около Никополя, будучи ночью окружен сильнейшим неприятелем, не только отбил все атаки Турок, но разбил их и заставил отступить, при чем взял три знамени, одно орудие и отбил обоз.
Селение Градешти представляло собой узел дорог на Плевну, Никополь, Рахово — Виддина. Оно располагалось в очень удобном для обороны месте: с западной стороны — болотистая пойма реки Вид, с восточной — почти отвесные склоны гор. Каждый двор в нём был окружён высокими валами с колючим кустарником и глубокими каналами. Тутолмин решил атаковать Градешти с востока двумя сотнями казаков Владикавказского полка, усиленных конно-горной батареей, и с южной скрытно подошедшими 1-й, 2-й и 5-й сотнями 2-го Кубанского полка.
Кубанцы вступили в бой спешенным порядком, скрытно выступив на позиции, прячась за холмами и кустарниками. По приказу командира бригады Тутолмина владикавказцы с конно-горной батареей произвели обстрел турецких позиций, пока 2-я сотня спускалась с гор. Турки, не выдержав обстрела и натиска 2-й сотни, начали отступать на северо-запад вдоль деревни. Их преследовала 2-я сотня кубанцев вместе с 5-й сотней владикавказцев. Бой длился более трёх часов. Потери казаков составили 13 человек убитых и 14 раненных.
3 июля русские части заняли передовые крепости Никополя. Около 23 часов, уже в темноте, турки предприняли попытку прорыва. Их авангард из шести рот атаковал позиции Кавказской бригады генерала Тутолмина. Казаки умело оборонялись. В результате, как доносил Тутолмин своему начальству:

Спешенным казакам удалось не только отбить два раза повторенную атаку турок, но и заставить их большую часть отступить к Никополю, а меньшую —- отбросить к Виду, где потом с ними покончили подошедшие на рассвете...две свежие кавказские сотни.

25 октября 1877 года награждён золотой саблей с надписью «За храбрость». Также за кампанию против турок в том же году получил орден св. Владимира 3-й степени (мечи к этому ордену пожалованы в 1880 году).
По окончании войны, в 1879 году, Тутолмин был назначен генералом для особых поручений при генерал-инспекторе кавалерии, в 1880 году награждён орденом св. Станислава 1-й степени; в 1882 году назначен начальником Офицерской кавалерийской школы и продолжал оставаться воспитателем великого князя Петра Николаевича. В 1883 году награждён орденом св. Анны 1-й степени.
В 1885 году Тутолмин получил в командование 1-ю Кавказскую казачью дивизию и в 1886 году произведён в генерал-лейтенанты. В 1893 году был назначен начальником Кавказской кавалерийской дивизии; вслед за тем в 1895 году возглавил 5-й армейский корпус, которым, впрочем, командовал около года, и в 1896 году был назначен помощником генерал-инспектора кавалерии.
В 1901 году генерал от кавалерии Тутолмин был назначен членом Военного совета.
В 1907 году удостоен звания почетного гражданина города Ловчи (Болгария).
Умер в 1908 году от «заворота кишок» в Баден-Бадене, похоронен там же на городском кладбище.

## Семья
Всю жизнь оставался холост. Уже будучи в годах, сватался к Александре Михайловне Домонтович, но получил отказ.
Братья Ивана Фёдоровича:
Дмитрий Фёдорович Тутолмин (1838—1891) — штабс-ротмистр лейб-гвардии Уланского Её Величества полка.
Николай Фёдорович Тутолмин (1840—1887) — майор лейб-гвардии Уланского Её Величества полка.

## Интересные факты
- В 1880-х годах, будучи начальником 1-й Кавказской казачьей дивизии, Тутолмин ввел в своих полках новый элемент обмундирования, который казаки окрестили «тутолминкой». «Тутолминка» представляла собой комбинацию бешмета с гимнастёркой, которая под черкеской заменяла бешмет, а без черкески, подпоясанная кавказским поясом, заменяла гимнастёрку. В ней полки 1-й Кавказской дивизии, имевшие стоянки в Закавказье, на Турецкой границе в летнюю жару выезжали на занятия[7].
- Тутолмин очень любил лошадей. Принадлежавшие ему лошади, отслужив срок, доживали свой век в его имении, окруженные особой заботой[8].
- Иван Фёдорович является прототипом полковника Тутолмина в романе Б.Васильева «Были и небыли»[9].

## Сочинения
1. Тутолмин И. Кавказская казачья бригада в Болгарии. Сборник военных рассказов. — СПб., 1878.
2. Тутолмин И. Кавказская казачья бригада в Болгарии 1877—1878. Походный дневник. — СПб., 1879, ч.1, 2.
3. Тутолмин И. Конница за Видом // Военный сборник, 1881, N6, с. 175-214; N7, с. 5-26.
4. Тутолмин И. От Плевны до Царьграда // Военный сборник, 1882 NN1, 2, 3, 4, 5, 7, 8, 9, 11, 13.
5. Перевод с франц. книги Бони. «Быстрота и выносливость конницы». — СПб., 1908.